# Robo a Lufthansa

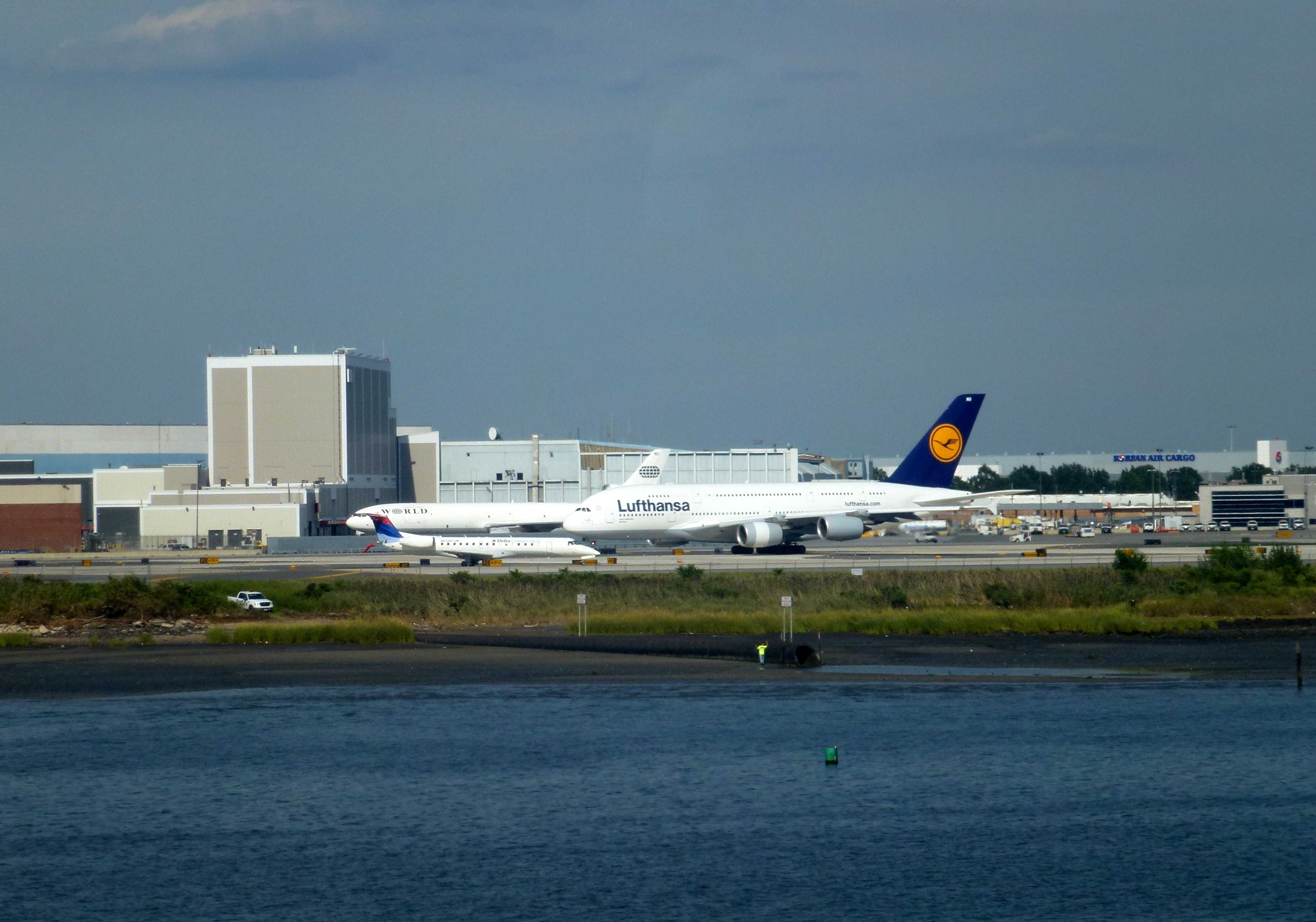
Aeropuerto Internacional John F. Kennedy

El conocido como robo a Lufthansa fue cometido en el Aeropuerto Internacional John F. Kennedy el 11 de diciembre de 1978. Se estima que US$5.000.000 en efectivo (US$18.100.000 de 2009) y US$875.000 en joyas (US$3.200.000 de 2009) fueron robados, por lo que es el mayor robo de efectivo cometido en suelo estadounidense de esa época. El robo fue objeto de dos películas de televisión, The 10 Million Dollar Getaway y The Big Heist, y es un elemento clave en la trama de la película de 1990 Goodfellas. En julio de 2015, Rowman and Littlefield publicaron un libro titulado The Lufthansa Heist que cuenta la historia del crimen. Fue coescrito por Henry Hill. La magnitud del golpe hizo que fuera uno de los crímenes de más larga investigación en los Estados Unidos: a 35 años después de que haya sucedido, la última detención asociada al atraco se hizo en 2014.

## Ejecución
El 11 de diciembre, a las 3:12 de la mañana, cuando el agente de carga Kerry Whalen regresó de hacer una transferencia en American Airlines, vio una furgoneta negra Ford Ecoline apoyada en la puerta de la rampa. Whalen caminó hacia la furgoneta para investigar, y dos hombres sin máscaras ni guantes le golpearon con pistolas en la cabeza. Whalen se llevó el sombrero hasta la barbilla y fue arrojado a la furgoneta, donde un tercer ladrón estaba esperando. Otra persona tomó su cartera y dijo que sabían dónde estaba su familia y tenían a otros listos para visitarlos. Whalen asintió con la cabeza para indicar que cooperaría con los ladrones. Pero más tarde, cuando los investigadores mostraron a Whalen una serie de fotos de archivos de la policía, identificó positivamente a Angelo Sepe como la persona que lo había golpeado.
El agente mayor Rolf Rebmann oyó un ruido por la rampa de carga y fue a investigar. Seis bandoleros armados y enmascarados entraron y lo esposaron. Entonces utilizaron una llave proporcionada por Werner y caminaron a través de un laberinto de pasillos para rodear a los otros dos empleados. Con esto logrado, dos pistoleros se aventuraron abajo para buscar visitantes inesperados. Los otros ladrones fueron a un comedor donde los otros empleados estaban en un descanso.
Los hombres armados irrumpieron en la sala de almuerzos blandiendo sus armas de fuego. Mostraban a un Whalen ensangrentado como una indicación de sus intenciones si alguien salía de la fila. Conocían a cada empleado por su nombre y les obligaron a entrar en el suelo. Ellos hicieron que John Murray, el principal agente de carga de la terminal, llamara a Rudi Eirich en el intercomunicador. Los ladrones sabían que Eirich era el único guardia esa noche que conocía la combinación de la bóveda de doble puerta. Se hizo a Murray fingir a Eirich que había un problema con una carga de Fráncfort, y le dijo a Eirich para encontrarse con él en la cafetería. Cuando Eirich se acercó a la cafetería, fue recibido por cuatro hombres con escopetas y vio a los otros empleados atados y amordazados en el piso de la cafetería. Un pistolero vigilaba a los diez empleados, y los otros tres tomaron a Eirich a punta de pistola dos tramos de escaleras hasta la bóveda de doble puerta.
Eirich informó más tarde que los ladrones estaban informados y sabían todo sobre los sistemas de seguridad en la bóveda, incluyendo el sistema de doble puerta, por lo que una puerta debe ser cerrada para que el otro se abra sin activar la alarma. Los ladrones ordenaron a Eirich que abriera la primera puerta a una habitación de 10 por 20 pies. Sabían que, si abría la segunda puerta, activaría una alarma a la unidad de Policía de la Autoridad Portuaria en el aeropuerto. Una vez dentro, ordenaron a Eirich que se tumbara en el suelo y comenzara a examinar las facturas y los manifiestos de carga para determinar qué paquetes querían entre los muchos envueltos de forma similar.
Finalmente, comenzaron a lanzar paquetes de dinero a través de la puerta. Alrededor de 40 paquetes fueron retirados. Eirich cerró la puerta interior antes de desbloquear la puerta exterior. Dos de los hombres armados fueron asignados para cargar los paquetes en la furgoneta mientras que los otros ataron a Eirich. A los empleados se les dijo que no llamaran a la Autoridad Portuaria hasta las 4:30 de la mañana. Cuando los ladrones se fueron, eran las 4:16 de la mañana. Según el reloj de la cafetería, no se hicieron llamadas hasta las 4:30, cuando se hizo un reporte del robo. Este amortiguador de 15 minutos fue crucial porque la información privilegiada de Werner hizo que los ladrones supieran que la Policía de la Autoridad Portuaria podría cerrar el aeropuerto entero en 90 segundos.
A las 4:21 de la mañana, la furgoneta que contenía los ladrones y el dinero robado salió de la terminal de carga y dejó JFK, seguido por el coche de apoyo. El robo tomó sólo 64 minutos y fue el mayor robo de moneda nunca cometido en suelo estadounidense en el momento.
Los ladrones se dirigieron a un garaje en Canarsie, Brooklyn, donde Jimmy Burke estaba esperando. Allí, el dinero fue cambiado a un tercer vehículo que fue retirado por Burke y su hijo Frank. El resto de los ladrones se fueron y regresaron a casa, excepto Paolo LiCastri, quien insistió en tomar el metro a casa. Parnell «Stacks» Edwards puso las matrículas robadas en la camioneta y se suponía que iba a conducir a un auto chatarra en Nueva Jersey, donde se compacta a la chatarra.
Burke y su hijo Frank condujeron el tercer coche con todo el dinero robado a una casa segura para ser contado. Ahí es cuando Burke se dio cuenta del verdadero alcance del robo: esperaba traer no más de US$2.000.000 y se sorprendió por los cerca de US$6.000.000.

## Consecuencias

### Investigación
Parnell «Stacks» Edwards se suponía que llevaría la furgoneta utilizada en el robo a un desguace de automóviles en Nueva Jersey para destruirlo; En lugar de eso, jubiloso por el robo de la banda, fumó marihuana mientras se dirigía al depósito de chatarra. Luego condujo la camioneta hasta el apartamento de su novia, lo aparcó visiblemente en una zona de  estacionamiento prohibido y pasó la noche bebiendo, fumando y consumiendo cocaína, aparentemente con la intención de entregar la furgoneta a la chatarrería al día siguiente. A la mañana siguiente, mientras Edwards todavía dormía en el apartamento de su novia, la policía descubrió la furgoneta, la confiscó y rápidamente la identificó como el vehículo utilizado en el robo. Edwards mismo huyó con éxito del complejo sin ser aprehendido. Posteriormente, sus huellas dactilares fueron encontradas en el volante, y una huella de fango encontrada en el aeropuerto fue comparada con un par de zapatos deportivos de Puma AG que Edwards poseía.
El FBI tenía dos sospechas inmediatas de quién tenía las conexiones y la habilidad organizativa para conducir un ataque tan audaz en el área de Nueva York, siendo la primera la banda de John Gotti y la segunda la banda de Jimmy Burke. El FBI identificó al equipo de Burke como los posibles autores a de los tres días del robo, en gran parte debido al descubrimiento del furgoneta, junto con las conexiones preestablecidas de Edwards con la banda de Burke en el Salón Robert. Establecieron una dura vigilancia, siguiendo a la pandilla en helicópteros y escuchando sus vehículos, los teléfonos en el Salón Robert, e incluso las cabinas de pago más cercanos al bar. El FBI logró grabar algunos fragmentos de charla tentadora a pesar de los sonidos de fondo del rock y la música disco, como Angelo Sepe diciendo a un hombre no identificado acerca de «un caso marrón y una bolsa de Lufthansa» y su contando a su novia Hope Barron «[…] Quiero ver […] mirar donde está el dinero en […] cavar un agujero en el sótano [inaudible] césped trasero […]» pero esto no fue suficiente para conectar definitivamente a la banda de Burke al robo, y no hay órdenes de registro Fueron emitidos.
Según Henry Hill, Jimmy Burke se volvió paranoico y se agitó una vez que se dio cuenta de cuánta atención había tenido el fracaso de Edwards, y decidió matar a cualquiera que pudiera implicarlo en el robo, empezando por Edwards mismo. Con las muertes violentas de la mayoría de los asociados y planificadores del robo, poca evidencia y pocos testigos seguían conectando a Burke o a su banda con el robo. Sin embargo, las autoridades finalmente pudieron reunir suficiente evidencia para procesar en el interior del hombre Louis Werner por ayudar a planear el robo. Lucchese asociado de la familia del crimen, Donald Frankos más tarde expresó su frustración por ser un amigo cercano de Burke y habitual habitué en Robert's Lounge, pero no involucrado en el heist real, en su biografía Contrato de asesino: La historia explosiva de la mafia más notoria Hit Man Donald Frankos.
De acuerdo con un libro auto-publicado que se está vendiendo en línea, Kerry Whalen, el empleado de Lufthansa que fue golpeado con una pistola, mantuvo notas sobre sus reuniones con la policía, y estaba tan disgustado con el comportamiento del FBI y de la Fiscalía que él se quejó con los jueces federales. El dinero robado y las joyas nunca fueron recuperados.
Vincent Asaro, un reputado miembro de alto rango de la familia del crimen Bonanno, tenía 78 años de edad cuando fue arrestado el 23 de enero de 2014, junto con una acusación implicándolo en el robo de Lufthansa. El caso contra Asaro se basó en un informante al que el abogado de Asaro mencionó como «uno de los peores testigos que he visto». Daniel Simone, coautor del libro "The Lufthansa Heist", en colaboración con Henry Hill, informó en la página seis del New York Post que Hill le dijo que Asaro no tenía «participación» en el robo. El 12 de noviembre de 2015, Asaro fue absuelto de todos los cargos relacionados con el robo de Lufthansa por un jurado en el Tribunal del Distrito Federal en Brooklyn.
El 7 de abril de 2015, el autor Robert Sberna publicó el libro "The Mystery of the Lufthansa Airlines Heist" con el colaborador Dominick Cicale, exmiembro de la familia del crimen Bonanno. Según Cicale, entre US$2.000.000 y US$4.000.000 del botín de Lufthansa fue escondido en una caja de seguridad por Jimmy Burke. Las llaves fueron entregadas a sus hijas, Cathy y Robin. Cicale informó que el marido de Cathy Burke Anthony «Bruno» Indelicato, capano Bonanno, accedió a la caja con Vincent Basciano, también un capano Bonanno. Cicale dijo que Basciano gastó US$250,000 del dinero en una película que nunca fue producida. El resto fue perdido en los casinos por Basciano.

### Las muertes violentas de asociados al robo
Burke se dio cuenta de que el robo había logrado US$6.000.000, tres veces la cantidad que esperaba, y sabía que un robo de esta magnitud atraería la importante atención de la policía en todos los niveles (local, estatal y federal) causando muchos problemas para todos los involucrados, así como para el crimen organizado en Nueva York en general. Burke se preocupó cada acerca de la cantidad de testigos que sabían de su participación que podrían convertirse en codiciosos una vez que descubrieran la verdadera cantidad del botín. Advirtió que el fracaso de Edwards de «apropiadamente» disponer de la furgoneta había permitido que la policía lo ligase a su banda, y entonces resolvió matar a cualquiera que pudiera implicarlo en el robo. El primero en ser asesinado, sólo siete días después del robo, fue Edwards —asesinado a tiros en su apartamento el 18 de diciembre de 1978, por Tommy DeSimone y Angelo Sepe—. Este fue el primero de una serie de criminales y sus conocidos que fueron asesinados tras el robo a las órdenes de Burke:
| Víctima(s)                      | Fecha                   | Detalles |
| ------------------------------- | ----------------------- | --- |
| Parnell Steven «Stacks» Edwards | 18 de diciembre de 1978 | Músico de Blues, experto en robo de tarjetas de crédito, y el conductor del camión del escape. Muerto por disparos de un arma de fuego por DeSimone y Sepe por no deshacerse de la furgoneta, señalando a las autoridades sobre la organización de Burke, y por temor que informara si fuera capturado. |
| Martin Krugman                  | 6 de enero de 1979      | Un socio ruso-judío de Burke y Hill. Era dueño de una tienda de pelucas y salón de peluquería de hombres, ambos llamados «sólo para hombres» en Queens. Krugman fue el primero en alertar a Burke (a través de la Hill) sobre la posibilidad de un importante atraco en la terminal de Lufthansa. Fue finalmente asesinado y desmembrado por Burke y Angelo Sepe en la fábrica de cercas del capo Vincent Asaro de la familia mafiosa Bonanno, después de que sus demandas cada vez más nerviosas y enojadas por su corte de US$500.000 del robo, convencieron a Burke que estaba a punto de informar al FBI. Krugman fue más tarde encontrado enterrado en el club Salón de Robert (aunque esto no pudo ser confirmado) junto con el amigo secuestrador de Jimmy Burke «Remo» y Michael «Spider» Gianco que trabajaba allí como camarero. |
| Richard Eaton                   | 17 de enero de 1979     | Asociado de Tom Monteleone de Fort Lauderdale, Florida, testaferro de Burke , y estafador consumado. No estaba involucrado con el atraco real, pero fue torturado personalmente y asesinado por Burke después de fugarse con US$250,000 del dinero de Burke en una estafa de cocaína falsa, y escondiendo una parte del dinero del atraco mientras se lavaba a través de diversos establecimientos legítimos, incluido el club de Monteleone . Su cuerpo fue descubierto atado de pies y manos y colgando en un camión congelador de carne. Burke fue finalmente condenado por el asesinato de Eaton, y condenado a prisión, donde murió. |
| Teresa Ferrara                  | 10 de febrero de 1979   | La amante ocasional de Tommy DeSimone y asociada de Richard Eaton y Tom Monteleone, asesinada debido a su conocimiento del robo y la sospecha de que ella conspiró con Eaton y Monteleone para esconder parte del dinero tomado durante el atraco de Lufthansa. |
| Tom Monteleone                  | Marzo de 1979           | Restaurantero y mafioso de Fort Lauderdale, Florida. Asociado de Richard Eaton, Monteleone era dueño del Club Jugadores, un bar local frecuentado por miembros de la pandilla de Burke, fue acusado por Burke de conspirar con Eaton y Ferrara en una estafa de cocaína falsa y esconder una parte del dinero atraco mientras era lavado a través de su club. |
| Louis Cafora                    | Marzo de 1979           | Downtown Brooklyn propietario del estacionamiento y lavador de dinero. Cafora había sido compañero de celda de Burke durante su tiempo en la prisión y fue contratado por Burke para lavar algo del dinero del heist a través de su colección de lotes legítimos. El indecoroso estilo de vida de Cafora y la insistencia en informar a su esposa Joanna sobre el negocio de pandillas, incluido el robo, llevaron a que Burke ordenara asesinar a ambos. A los pocos días del robo y contra las órdenes de Burke, Cafora compró a su esposa un Cadillac Fleetwood con su parte del atraco y descaradamente lo condujo a una reunión a pocas cuadras del Centro de Carga Aérea JFK donde el FBI todavía estaba investigando. Su cuerpo nunca fue encontrado.                                                                               |
| Joanna Cafora                   | Marzo de 1979           | La esposa de Louis Cafora, supuestamente asesinada junto con él. |
| Joe «Buda» Manri                | 16 de mayo de 1979      | Supervisor de carga de turno nocturno Air France. Manri se encontraba vinculado a las pandillas de Burke hacia larga data y su información interior ayudó a planear el robo. A Manri se le ofreció la posibilidad de colaborar con las investigaciones a cambio de beneficios y el ingreso al programa de la protección del testigo, como su compañero de Air France y en el aeropuerto, Robert McMahon, oferta que ambos rechazaron. Manri fue encontrado muerto en un automóvil estacionado junto a McMahon, cinco meses después del robo, con un estilete de ejecución en la parte posterior de la cabeza. |
| Robert McMahon                  | 16 de mayo de 1979      | El supervisor del turno de noche en el aeropuerto internacional de John F. Kennedy implicado en el Robo similar a Air France (1967). Al igual que Jimmy Burke, se encontraba vinculado a Henry Hill. Sospechoso de ayudar a Joe Manri a planear el ataque de Lufthansa. Fue encontrado muerto en un coche aparcado junto a Manri cinco meses después del robo, con un estilete de ejecución en la parte posterior de la cabeza. |
| Paolo LiCastri                  | 13 de junio de 1979     | Nacido en Sicilia Pizza Connection Narcotraficante, y asociado de la familia del crimen Gambino. No estaba involucrado en el robo, pero era un enlace de la familia Gambino cuyo trabajo era supervisar los planes y asegurar que los Gambinos recibieran su recorte de US$200,000. Su cadáver desnudo y cubierto de balas fue descubierto en un montón de basura quemado seis meses después del atraco. |

### Destinos
- Jimmy Burke fue declarado culpable de asesinar a Richard Eaton. Burke murió de cáncer de pulmón a los 64 años en un hospital de Buffalo después de haber sido trasladado allí desde la Instalación Correccional Wende en Alden, Nueva York, el 13 de abril de 1996.[4]
- Paul Vario murió en la Prisión Federal de (Fort Worth) de enfermedades respiratorias el 3 de mayo de 1988 a la edad de 73.[5]
- Henry Hill entró en el Programa de Protección de Testigos. Hill murió en un hospital de Los Ángeles el 12 de junio de 2012, un día después de su cumpleaños número 69, después de una larga batalla contra una enfermedad no revelada.
- Thomas DeSimone su cuerpo nunca fue encontrado.
- El cuerpo de Martin Krugman nunca fue encontrado. En 1986, fue declarado legalmente muerto y su esposa, Fran, recibió un pago de US$135,000 de su póliza de seguro de vida.